# الدوير (النبطية)
الدوير  هي إحدى القرى اللبنانية من قرى قضاء النبطية في محافظة النبطية, تقع هذه القرية في جنوب لبنان.